# Хувентуд
Хувентуд или Пинос (на испански: Isla de la Juventud – „Островът на младостта“) е остров в Карибско море, южно от остров Куба и е част от територията на Република Куба. До 1978 г. носи името Пинос (на испански: Isla de Pinos).

## Географска справка
Остров Хувентуд е разположен на 70 km южно от западната част на Куба и затваря от юг залива Батабано. Площта му възлиза на 2237 km². Има почти овална форма, като бреговете му са ниски, почти повсеместно заети от крайбрежни мангрови гори и слабо разчленени. Само на запад навътре в сушата се вдава залива Сигуанеа. Повърхността му представлява слабо разчленена равнина с остатъчни възвишения с височина до 303 m. Почти повсеместно са развити карстови форми. Климатът е тропичен, характеризиращ се със суха „зима“ и влажно лято. Годишната сума на валежите е до 1200 mm. В южните му части са запазени масиви от тропически борови гори, откъдето идва и името Пинос (от испански: pino – бор).. През 2021 г. населението наброява 158 350 души. Най-голям град и административен център е Нуева Херон, разположен на северното му крайбрежие. Местното население се занимава с животновъдство и отглеждане на тропически култури. Разработват се находища на злато и лимонит. В открити кариери се добива каолин и мрамор.

## Историческа справка
Остров Хувентуд е открит на 13 юни 1494 г. от великия испански мореплавател Христофор Колумб, по време на неговата 2-ра експедиция. Той наименува новооткрития остров Евангелист. Според местните жители островът си е променял името много пъти, поради което едно от имената му е Островът с 1000 имена. Смята се, че именно този остров е послужил като прототип на острова от книгата на Робърт Луис Стивънсън „Островът на съкровищата“.